# São Gonçalo do Piauí
São Gonçalo do Piauí là một đô thị thuộc bang Piauí, Brasil. Đô thị này có diện tích 147,592 km², dân số năm 2007 là 4339 người, mật độ 29,4 người/km².